# Victor Cardoso
Victor Alexsander Almeida Cardoso (Birigui, 22 de março de 1999) é um voleibolista brasileiro que atua na posição de ponteiro, com marca de alcance de 334 cm no ataque e 325 cm no bloqueio. Serviu a Seleção Brasileira na conquista da medalha de prata no Campeonato Sul-Americano Sub-19 de 2016, no Peru, e foi campeão da Copa Pan-Americana Sub-21 de 2017, no Canadá,e foi semifinalista no Campeonato Mundial Juvenil de 2017 na República Tcheca, e é uma das mais novas promessas do voleibol brasileiro.

## Carreira
Iniciou sua trajetória no voleibol na escolinha da Prefeitura Municipal de Birigui seguindo os passos de seu irmão Leonardo Cardoso e em 2014  ingressou nas categorias de base do  Sesi/SP.
Ainda em 2014 foi convidado e em seguida convocado para a Seleção Brasileira na categoria infantil para os treinamentos visando o Campeonato Sul-Americano desta categoria sediado na Venezuela.
Atuando em 2014 pelo Sesi-SP conquistou o título do Campeonato Paulista Infantil e da Copa Mercosul (17ª edição do Festival Mercosul de Vôlei),  já na categoria Infantojuvenil disputou o Campeonato Paulista  e alcançou a terceira colocação e o sétimo lugar edição da Taça Paraná.
Renovou com o Sesi-SP na temporada 2015 e foi convocado para a Seleção Paulista para disputar o Campeonato Brasileiro de Seleções, primeira divisão, categoria sub-18, disputado em Saquarema, Rio de Janeiro, sob o comando do técnico Elthon de Camargo conquistando o título.
Na temporada anteriormente citada disputou pelo Sesi-SP a XI Copa Minas Infantil sagrando-se campeão e premiado como Melhor Atacante; também foi campeão da Copa Minas na categoria infantojuvenil, alcançou o sexto lugar na Taça Paraná Infantojuvenil, além do vice-campeonato paulista infantil e terceiro colocado no Campeonato Paulista Infanto-juvenil.
Em 2016 já atuando pelo Sesi-SP na categoria infantojuvenil também treinava com a categoria juvenil do clube e foi convocado para Seleção Brasileira na categoria infantojuvenil e por este selecionado disputou a edição do Campeonato Sul-Americano Infantojuvenil de 2016 sediado em Lima, no Peru, e finalizou com a medalha de prata e integrou a seleção do campeonato como primeiro Melhor Ponteiro de toda edição.
Na temporada de 2016 conquistou ainda pela Seleção Paulista o título do Campeonato Brasileiro de Seleções, divisão especial, categoria sub-18, disputado  novamente em Saquarema, Rio de Janeiro.Pelo Sesi-SP disputou a 19ª edição do Festival Mercosul de Vôlei (Copa Mercosul) em 2016 e obteve o título e foi premiado como Melhor Atacante da competição e foi vice-campeão da 16ª edição da Taça Paraná neste mesmo ano e foi premiado como Melhor Jogador (MVP) da edição.
Foi convocado para Seleção Paulista para disputar a edição do Campeonato Brasileiro de Seleções  Juvenil de 2017, divisão especial, em Saquarema, ocasião que sagrou-se campeão.Mesmo na faixa etária juvenil atuou no elenco adulto do Rádio Clube/AVP  na Superliga Brasileira B 2017 finalizando em nono lugar.Neste mesmo ano foi convocado para Seleção Brasileira, desta vez  para atuar na categoria juvenil em preparação para a disputa da edição da Copa Pan-Americana Juvenil sediada em Fort McMurray no Canadá e sagrou-se campeão e foi eleito o Melhor Jogador da edição e pela seleção juvenil disputou a edição do Campeonato Mundial Juvenil de 2017, sediado nas cidades de Brno e České Budějovice, República Tcheca, alcançando o quarto lugar.

## Títulos e resultados
- Campeonato Mundial Juvenil:2017[28]
- Campeonato Brasileiro de Seleções Juvenil (Divisão Especial):2017[23]
- Campeonato Brasileiro de Seleções Infantojuvenil (Divisão Especial):2016[8]
- Campeonato Brasileiro de Seleções Infantojuvenil (Primeira Divisão):2015[13]
- Campeonato Paulista Infantojuvenil:2014[8] e 20152014[8]
- Campeonato Paulista Infantil:2014[8]
- Campeonato Paulista Infantil:2015[8]
- Taça Paraná de Voleibol Infantojuvenil:2016[9]
- Copa Mercosul Infantojuvenil:2016[8][19]
- Copa Mercosul Infantil:2014[8]
- Copa Minas Infantojuvenil:2015[8]
- Copa Minas Infantil:2015[14]

## Premiações individuais
- MVP do Campeonato Sul-Americano Juvenil de 2018
- MVP da Copa Pan-Americana Juvenil de 2017[27]
- 1º Melhor Ponteiro do Campeonato Sul-Americano Infantojuvenil de 2016[16]
- MVP  da Taça Paraná de Voleibol Infantojuvenil de 2016[21]
- Melhor Atacante da Copa Mercosul Infantojuvenil de 2016[19]
- Melhor Atacante da Copa Minas Infantil de 2015[8]